# 腓特烈松
腓特烈松（丹麥語：Frederikssund）是丹麥西蘭島上的城镇，腓特烈松市鎮的行政中心，位于首都大區，人口16337人（2020年1月1日）。1810年，腓特烈松形成集镇。腓特烈松因每年舉辦的的维京运动会（Viking Games）和J.F. Willumsen博物馆而闻名。自1935年起，從腓特烈松可以通過Kronprins Frederik桥能抵達Hornsherred。

## 出身名人
- 高志活，丹麥雕刻家